# Idrees Sulieman
Idrees Sulieman, (Saint Petersburg, 1923. augusztus 27. – Saint Petersburg, 2002. július 23.) amerikai dzsessztrombitás, kornettes.  1923-ban áttért az iszlámra, és Idrees Dawud ibn Suliemanra változtatta a nevét.

## Pályafutása
Leonard Graham néven született St. Petersburgban, Floridában. Idrees Suliemanra változtatta a nevét, miután áttért az iszlámra.
A Boston Conservatoryon tanult. A Carolina Cotton Pickers-szel és az Earl Hines Orchestra-val szerezte első tapasztalait (1943-1944). 1947. október 15-én játszott Thelonious Monk első felvételén a Blue Note Recordsnál.
Sulieman szorosan kötődött Mary Lou Williamshez. Egy ideig dolgozott Cab Calloway, John Coltrane, Count Basie és Lionel Hampton zenekaraiban. Coleman Hawkinsszal lemezt készített (1957), Randy Westonnal (1958-1959) koncertezett. Sok más zenésszel is feltűnt.
1961-ben Oscar Dennarddal Európában turnézott. Előbb Stockholmban telepedett le, majd 1964-ben Koppenhágába költözött. Az 1960-as évek közepétől 1973-ig a Kenny Clarke/Francy Boland Big Band szólistájaként gyakran dolgozott rádióknál. Felvételei akkoriban a Swedish Columbia (1964) és a SteepleChase számára készültek (1976, -85).
1985-ben ott volt Miles Davis Aura című albumának előadói között, amely 1989-ben jelent meg.

## Albumok

### Zenekarvezető
- Three Trumpets (1957) & Donald Byrd and Art Farmer
- Interplay for 2 Trumpets and 2 Tenors (1957) & John Coltrane, Bobby Jaspar and Webster Young
- Roots (New Jazz, 1957) & the Prestige All Stars
- Americans in Europe (1963)
- The Camel (1964) & Jamila Sulieman
- Now Is the Time (1976) & Cedar Walton, Sam Jones, Billy Higgins
- Bird's Grass (1976, [985) & Horace Parlan, Niels-Henning Ørsted Pedersen, Kenny Clarke
- Groovin' (1985) & Horace Parlan

### Zenekari tag
- Thelonious Monk: Genius of Modern Music, Vol. 1 (1947–1948)
- Lester Young: Masters of Jazz (1951–1956)
- Clifford Brown: Memorial (1953)
- Max Roach: The Max Roach Quartet, Featuring Hank Mobley (1953)
- Mal Waldron: Mal – 1 (1956)
- Tommy Flanagan: The Cats (1957) & John Coltrane & Kenny Burrell
- Coleman Hawkins: The Hawk Flies High (1957)
- Bobby Jaspar (1957)
- Eric Dolphy: Stockholm Sessions (1961)
- Horace Parlan: Arrival (1973)
- Dexter Gordon: More Than You Know (1975)
- Thad Jones: Live at the Montmarte: A Good Time Was Had by All (1978)
- Miles Davis: Aura (1985)
- Randy Weston: The Spirits of Our Ancestors (1991)
- Joe Henderson: Big Band (1992–1996)
- Bill Evans: Treasures: Solo, Trio and Orchestra Recordings from Denmark (1965–1969) (2023)

## Fordítás
Ez a szócikk részben vagy egészben  az   Idrees Sulieman című angol Wikipédia-szócikk ezen változatának fordításán alapul.  Az eredeti cikk szerkesztőit annak laptörténete sorolja fel. Ez a jelzés csupán a megfogalmazás eredetét és a szerzői jogokat jelzi, nem szolgál a cikkben szereplő információk forrásmegjelöléseként.